# Сосновка (місто)
Сосновка — місто (з 1962) в Росії, у Вятськополянському районі Кіровської області Росії.

## Географія
Місто розташоване на лівому березі річки Вятки.

## Історія міста
Точної дати виникнення Соснівки в архівних документах не виявлено. А перша згадка про неї відноситься до 1669 року.
У 1912 році почалося будівництво залізниці Москва — Єкатеринбург, яка пролягала через Сосновку. 20 жовтня 1915 років через роз'їзд Сосновка пройшов перший поїзд. Залізниця сприяла розширенню економічних зв'язків села з іншими регіонами країни й прискорила його промисловий розвиток.
У 1910 році відкрито першу земську школу на 60 дітей. В основному це були діти промисловців, заможних селян і священнослужителів.
До революції село прикрашали дві церкви: дерев'яна і кам'яна. У тридцяті роки комуністи їх обидві закрили. Дерев'яна була перетворена в клуб — перша установа культури на селі. У 50-ті роки клуб згорів і на його місці побудовано клуб імені Гагаріна, нині, знову перероблений під церкву.
Кам'яна церква, розташована за два кроки від вулиці Радянської, використовувалася як шкільний будинок. У ній займалися учні початкових класів семирічної школи.
У 1924 році було відкрито суднобудівну верф — підприємство, що дало могутній поштовх до розвитку міста. Працювати до Сосновки перебралися фахівці з Астрахані, Городця, Пензи та інших міст.
Корабельня щорічно розширювалася, міцніла її матеріальна і технічна база, росли кадри суднобудівників.
Перед війною корабельня була добре організованим підприємством, де був накопичений великий досвід будівництва дерев'яних суден. Значно зросло і саме село, були побудовані кілька житлових будинків, клуб, лазня, два гуртожитки.
У 1936 році в Сосновці було розпочато спорудження середньої школи. Знадобився на фундамент цегла або бутовий камінь. Згідно з постановою райвиконкому була розібрана цегляна церква. Через пів року будівництво школи було завершено, але Сосновка втратила єдиний пам'ятник архітектури.
Маленька і малопотужна колись корабельня у роки війни стала великим суднобудівним підприємством. Суднобудівники розпочали випуск мирної продукції.
29 березня 1962 року указом Президії Верховної Ради РСФРР робітниче селище Сосновка перетворене в місто районного підпорядкування. Один з наймолодших міст на карті області помітно зросло за останні роки. Крім суднобудівного заводу, у ньому було ще понад 50 підприємств.

## Економіка
Деревообробний комбінат, лісоперевальна база (найбільша в області), суднобудівний завод (випускає катери, шлюпки, судна на повітряній подушці).